# Chequita Nahar
Chequita Nahar (Paramaribo, 29 november 1970) is een beeldend kunstenaar die actief is als ontwerper van sieraden.

## Biografie
Nahar is opgeleid aan de Academie voor Beeldende Kunsten te Maastricht (1992-1996) en vervolgens aan het Sandberg Instituut te Amsterdam (1996-1998). In haar werk maakt Nahar gebruik van materialen als touw, goud, zilver en rubber. In 2000 ontving ze de Herbert Hofmann-Preis.